# Rubehojanfrederik
De rubehojanfrederik (Sheppardia aurantiithorax) is een zangvogel uit de familie Muscicapidae (vliegenvangers). Het is een bedreigde, endemische vogelsoort in Tanzania. De vogel werd al in 1989 ontdekt in montaan bos maar pas in 2004 beschreven. Janfrederik is de Zuid-Afrikaanse naam voor een groep vogelsoorten uit de familie van de vliegenvangers.

## Kenmerken
De vogel is 14 cm lang en lijkt qua formaat en verenkleed sterk op de roodborst met een diep oranje borst, buik en ondervleugels. De vogel is donker leigrijs van boven met een koperkleurige waas op de stuit en de staart. De snavel is zwart en de poten zijn grijs.

## Verspreiding en leefgebied
Deze soort is endemisch in montaan bos (Wota Forest) op 1660 tot 2400 m boven zeeniveau in het Tanzaniaanse Rubehogebergte, een bergketen van de Eastern Arc Mountains. Het leefgebied is de ondergroei in dit type bos..

## Status
De rubehojanfrederik heeft een beperkt verspreidingsgebied en daardoor is de kans op uitsterven aanwezig. De grootte van de populatie is nog niet gekwantificeerd; binnen het beperkte gebied is de vogel nog vrij algemeen. Het leefgebied wordt echter aangetast door het kappen van grote bomen en gedeeltelijke ontbossing waarbij natuurlijk bos wordt omgezet in gebied voor agrarisch gebruik. Om deze redenen staat deze soort als bedreigd op de Rode Lijst van de IUCN.